# Гонсалес Мартинес, Энрике

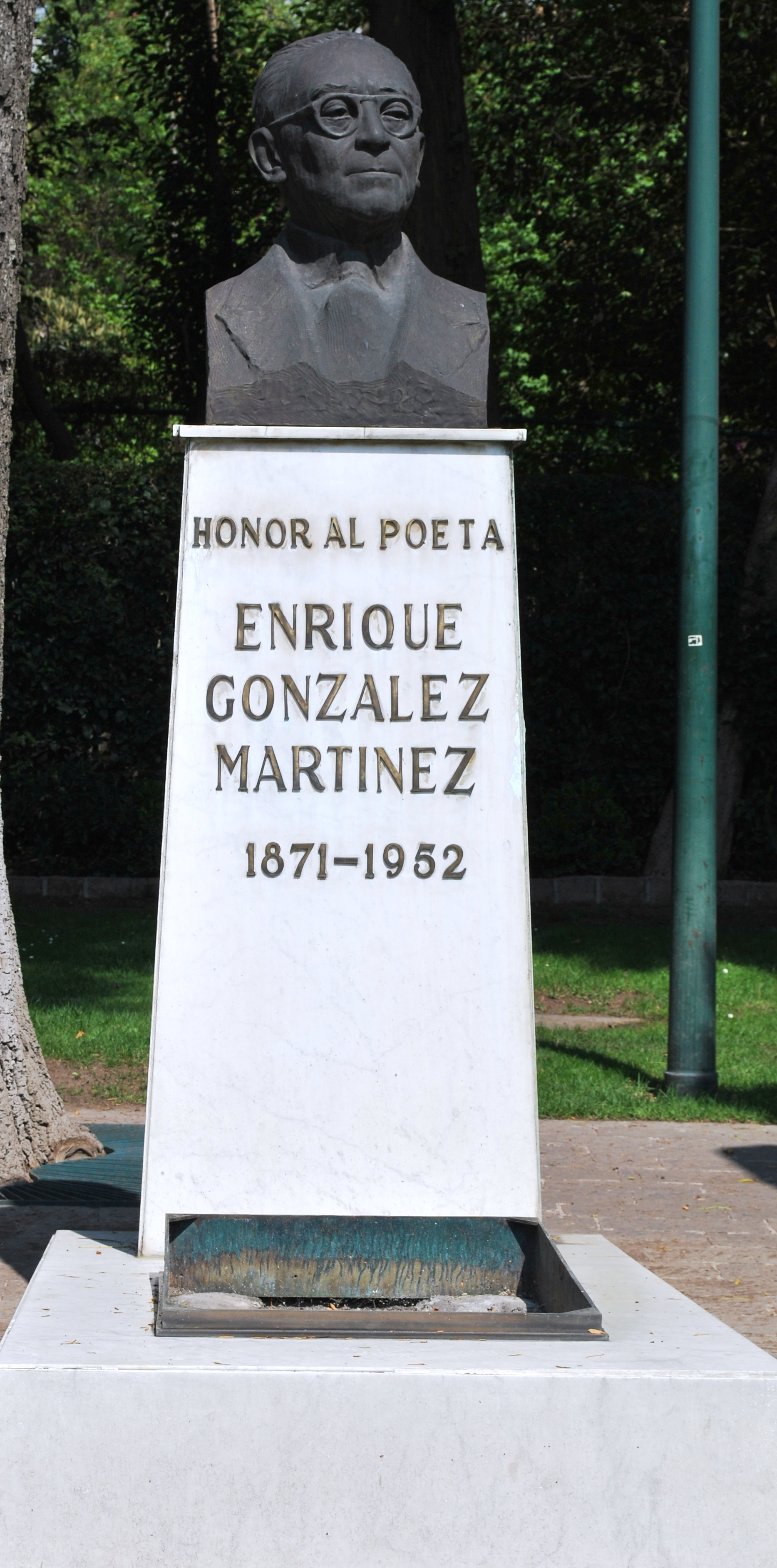
Надгробный памятник Гонсалесу Мартинесу в Ротонде прославленных творцов

Энрике Гонсалес Мартинес (исп. Enrique González Martínez; 13 апреля 1871, Гвадалахара — 19 февраля 1952, Мехико) — мексиканский поэт, представитель модернизма. Поэзия Гонсалеса Мартинеса испытала влияние Ламартина, Бодлера, Верлена.

## Краткая биография
Родился в семье учителя, получил медицинское образование. До 1911 года работал в провинции, после чего переехал в Мехико. В правительстве Викториано Уэрты в 1913 году он занимал должность заместителя министра народного образования и изящных искусств. В 1914 году он был секретарем правительства штата Пуэбла. Входил в литературный кружок Атеней Молодёжи, издавал (с 1917) журнал «Пегас». С 1920 по 1931 год состоял на дипломатической службе: был послом в Аргентине, Чили, Испании и Португалии. После возвращения на родину посвятил себя литературной деятельности. В 1944 году он был удостоен Литературной премии Мануэля Авило Камачо, а в 1949 году был номинирован на Нобелевскую премию.

## Творчество
Первый поэтический сборник Гонсалеса Мартинеса «Прелюдии» (исп. Preludios), вышедший в 1903 году, написан в духе модернизма. Однако в своём знаменитом сонете «Смерть лебедя» (исп. La muerte del cisne) 1911 года он противопоставляет излюбленный образ известного поэта Рубена Дарио — лебедя, ставшего символом испаноамериканского модернизма, — мудрой сове, способной познать тайны бытия.

Ты шею лебедю сверни. Синеют воды,

но ложь — тот белый блик, что он в воде колышет;

своей лишь прелестью он полон и не слышит

живой души вещей и голоса природы.

…

Перевод О. Савича.

Эта строка отсылает к известному призыву Поля Верлена «свернуть шею красноречию». Таким образом, Гонсалес Мартинес выступает против эстетики модернизма в варианте т. н. «рубендаризма» (подражания поэзии Дарио), против увлечённости поэтической формой в ущерб содержанию. При этом он не считал этот сонет проявлением бунта, заявляя о своём уважении к Рубену Дарио и др. модернистам.
Стихи и поэмы Гонсалеса Мартинеса (сборники «Смерть лебедя», 1915, «Слово ветра», 1921, «Скрытые знаки», 1925) отличаются глубоким лиризмом. Сборники «Несбывшиеся стихи» (1932), «Пламенный поток» (1938), «Под знаком смерти» (1942) посвящены темам любви и смерти. Одной из лучших поэм Гонсалеса Мартинеса является «Вавилон» (1949), где он делает попытку обобщить окружающую его действительность. В эту поэму, отличающуюся сложным языком и образным рядом, насыщенную гражданским пафосом, входят также и размышления автора о политических событиях.